# Nesympiesis venosa
Nesympiesis venosa är en stekelart som beskrevs av Boucek 1988. Nesympiesis venosa ingår i släktet Nesympiesis och familjen finglanssteklar. Inga underarter finns listade i Catalogue of Life.